# دارنل هیلمن
دارنل هیلمن (انگلیسی: Darnell Hillman؛ زاده ۲۹ اوت ۱۹۴۹) یک ورزشکار اهل ایالات متحده آمریکا است.